# Martin Achleitner

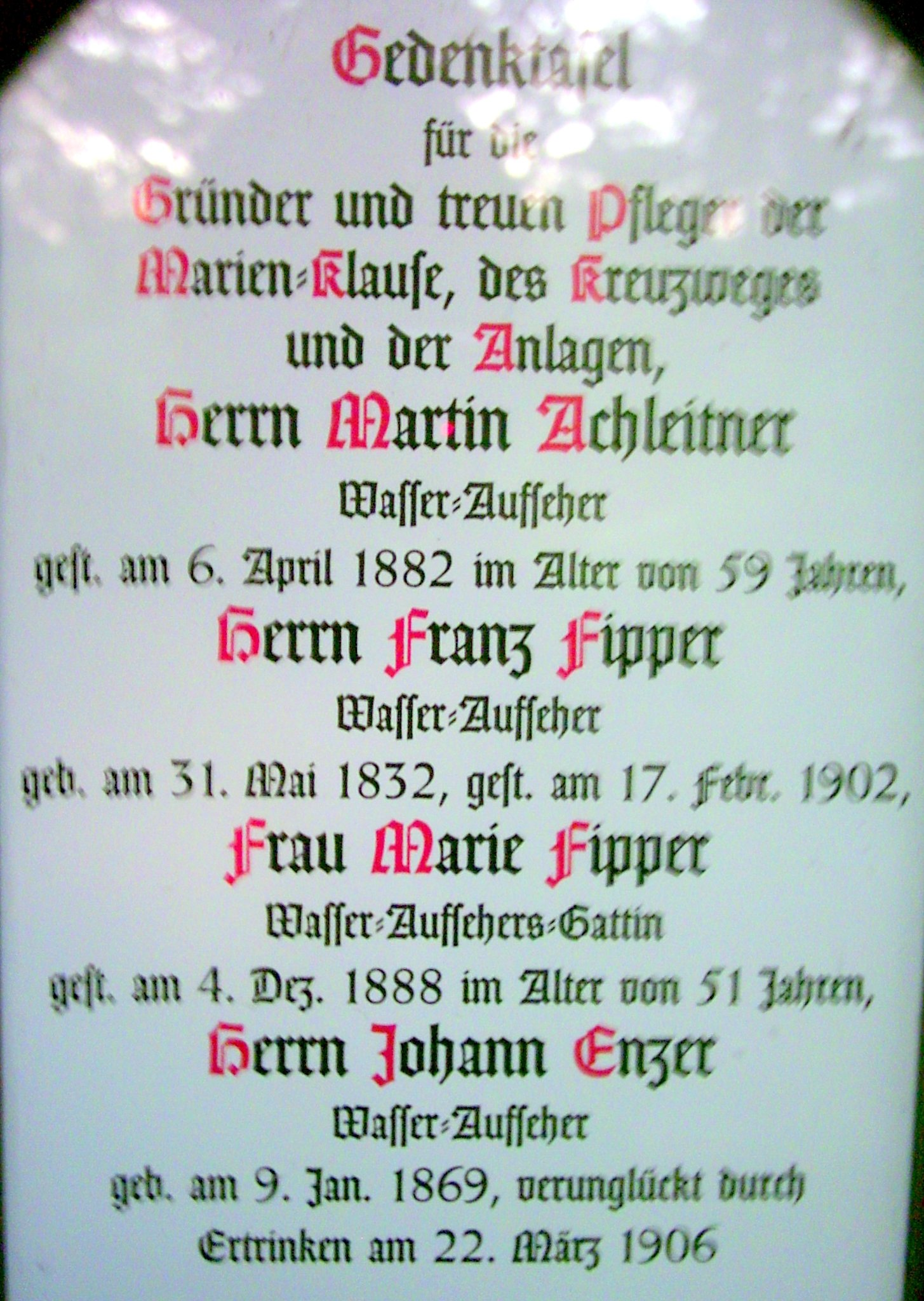
Gedenktafel für Achleitner und Nachfolger an der Außenwand der Kapelle

Martin Achleitner (* 1823; † 6. April 1882) war ein „Wasseraufseher“ in München.

## Leben
Der Wasserbaumeister Achleitner hatte die Stellung des Schleusenwärters an der Mühlbachschleuse im Münchener Stadtteil Au inne. In Erfüllung eines Gelübdes errichtete er 1865/66 in Harlaching aus dem am Bauplatz reichlich vorhandenen Nagelfluhgestein und Fichtenstämmen in die Steilwand des Isarabhanges die Marienklause, eine kleine Holzkapelle.

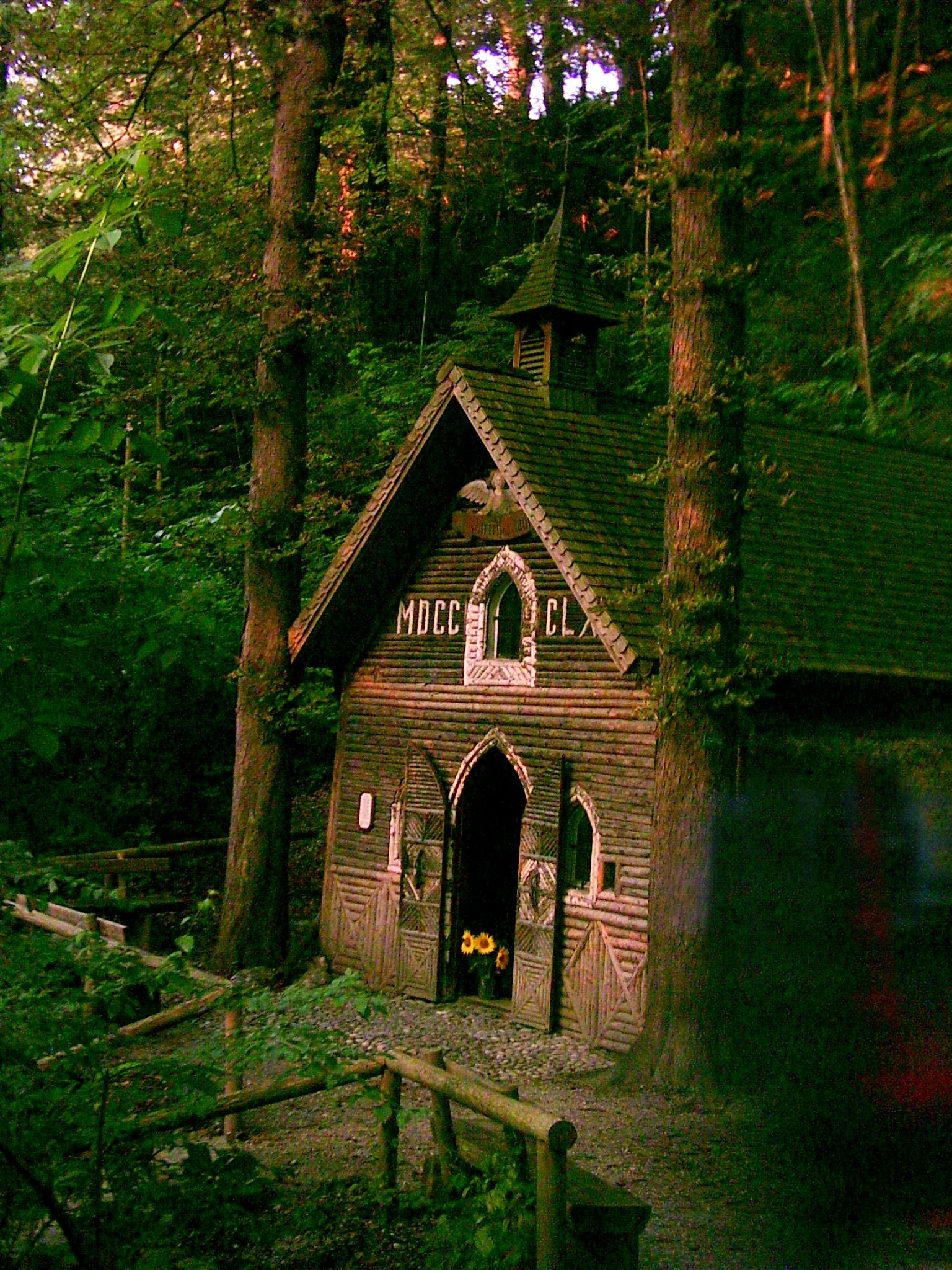
Marienklausen-Kapelle

Mit dem Bau wollte er der Mutter Gottes dafür danken, dass sie ihn „mehrfach vor dem Tod gerettet“ habe. So habe sie ihn vor dem Hochwasser der Isar und Felsstürzen vom benachbarten Steilhang bewahrt. Unterhalb der Kapelle entspringt eine kleine Quelle, Jakobsbrunn genannt, die von Achleitner gefasst und in das Ensemble integriert wurde. Auf Achleitner geht auch die Anlage der ersten Wege über dem Isarhang in Harlaching zurück.
Unweit des Hangs wurde 1900 von der Stadt München eine Straße nach Achleitner benannt. Die Marienklause wird vom Dekanat Giesing für Marienprozessionen genützt.